# Кулакшино
Кулакши́но (каз. Құлақшын) — станційне селище у складі Шуського району Жамбильської області Казахстану. Входить до складу Шокпарського сільського округу.
Населення — 77 осіб (2021; 281 у 2009, 138 у 1999, 160 у 1989).